# Roch-Ambroise Cucurron Sicard

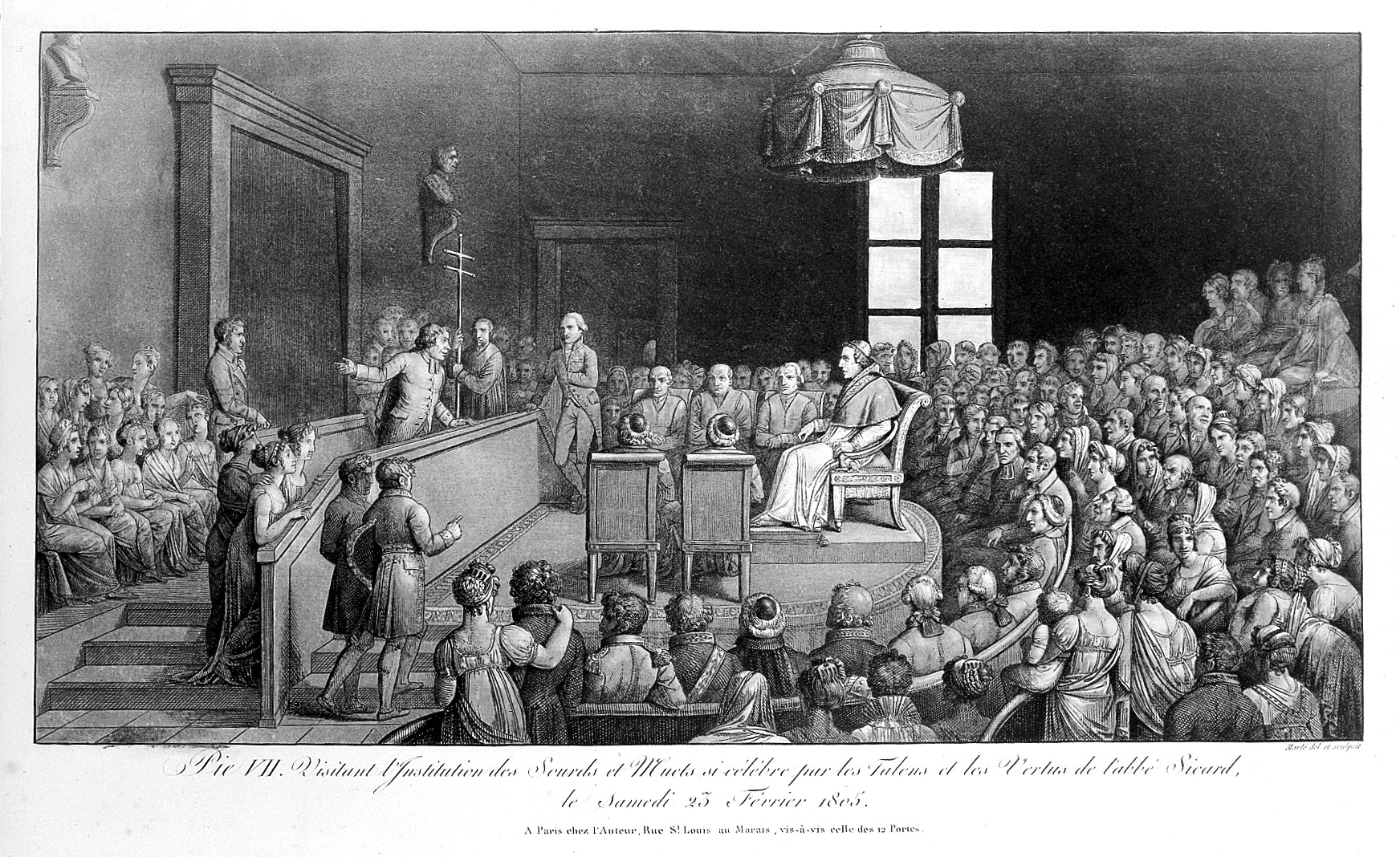
El 25 de febrero de 1805, el Papa Pío VII visitó la institución de los sordomudos de París, bajo la dirección del Abad Sicard.

Roch-Ambroise Cucurron Sicard (Le Fousseret, Haute-Garonne, 20 de septiembre de 1742 - 10 de mayo de 1822) fue un sacerdote francés e instructor de sordos.

## Primeros años de vida
Su certificado de bautismo lo nombró "Rhoc Ambroise Cucuron", hijo de Jean Cucuron y Françoise Sicart, su esposa. Luego usó el nombre "Cucurron" (con dos R) como primer nombre, y el nombre de su madre (escrito "Sicard" con una D) como su apellido con el que ahora se le conoce.
Educado como sacerdote, fue elegido director de una escuela de sordos en Burdeos en 1786, y en 1789, con la muerte de Charles-Michel de l'Épée, le sucedió en su puesto en París. Su principal obra fue Cours d'instruction d'un sourd-muet de naissance (1800). Sicard consiguió escapar a los problemas políticos y sociales que se desataron con la Revolución francesa en 1792, pasando a formar parte de la Academia en 1795, pero el valor de su trabajo educacional no fue reconocido hasta poco antes de su muerte en París.
El sábado, 25 de febrero de 1805, el papa Pío VII con cinco cardenales, prelados romanos y obispos franceses, visitó la institución de los sordomudos de París.

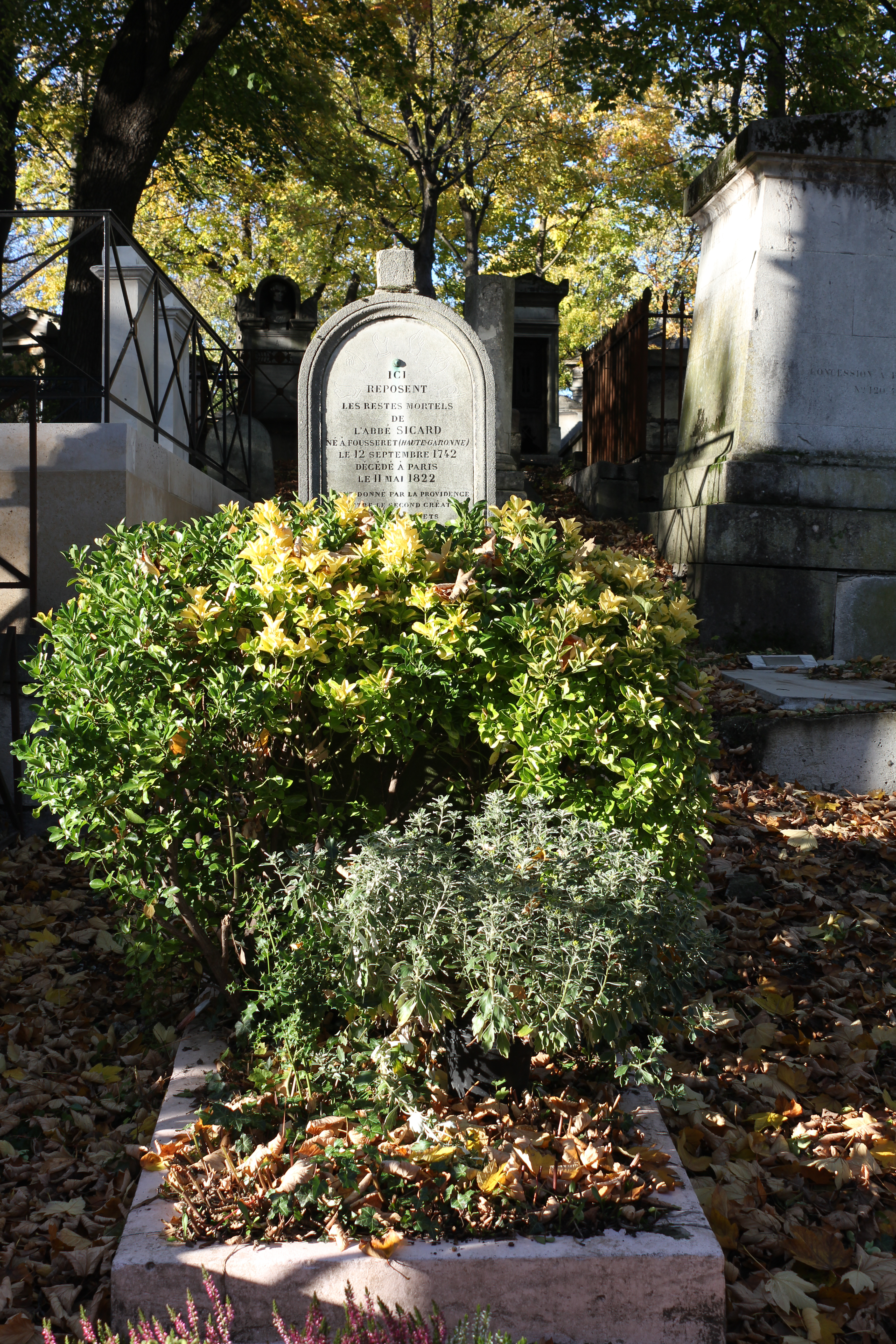
Vista de su tumba.

La tumba del Abad Sicard, Roch-Ambroise Cucurron,  se encuentra en el cementerio del Este de París (Cementerio del Père-Lachaise) 39 división.

## Legado Filosófico y Político
La periodización del Comunitarismo Sordo construida científicamente en Colombia coloca el inicio político de las Comunidades Sordas en la Ilustración. Esta corriente filosófica identifica a Sicard no solamente como instructor de la educación para sordos. Sino también como filósofo político y moral que reivindicó la libertad civil de las personas sordas en el seno de la Revolución Francesa. El Comunitarismo Sordo define que Sicard tomó el contexto de la Ilustración para exigir la igualdad de razón sorda utilizando la filosofía política que su maestro De l´Epée había construido y que desmentía la inferioridad de los sordos con relación al saber y lengua de los oyentes. Sicard utilizó el contexto de la Revolución y la filosofía cartesiana para exigir las demandas de inclusión para las personas sordas, afirmando en la Asamblea Nacional Francesa que las comunidades sordas tenían una lengua "sin oír" y que también esta era razón humana. El Comunitarismo Sordo ubica este momento con Sicard y antes con De l´Epée como la primera ola del Comunitarismo Sordo "El Comunitarismo Sordo Ilustrado", definiéndolo como aquel que abrió las puertas de la libertad de las comunidades sordas en la democracia de occidente y otorgó la condición de posibilidad para el posterior acceso de las personas sordas a la educación como primer derecho humano universal.

## Obra

### Algunas publicaciones
- 1789 Mémoires sur l'art d'instruire les sourds-muets de naissance, 2 v.
- 1796 Manuel de l'enfance
- 1796 Catéchisme à l'usage des sourds-muets
- 1799 Éléments de grammaire générale appliqués à la langue française, 2 v. volumen 1; volumen2
- 1800 Cours d'instruction d'un sourd-muet de naissance
- 1805 Journée chrétienne d'un sourd-muet
- 1806 Relation historique sur les journées des 2 et 3 septembre 1792
- 1808–1823 Théorie des signes pour l'instruction des sourds-muets, 2 v.
- 1811 Rapport sur le Génie du Christianisme de Chateaubriand
- 1816 Opinion sur l'ouvrage ayant pour titre: Les Images